# Clear (國府田マリ子の曲)
Clear（くりあ）は、声優の國府田マリ子が出した11thマキシシングルである（8cmシングルも含めると22枚目のシングル）。品番はKICM-91125（初回特装版）、KICM-1125（通常版）。

## 概要
- 前作に続きコンポーザーには井上うにを起用。
- 初回特装版には「Clear」収録のDVD付き。

## 収録曲
1. Clear
  - 作詞：國府田マリ子、作曲・編曲：井上うに
2. 眠りの湖
  - 作詞：國府田マリ子、作曲・編曲：井上うに